# Madame de Thèbes
Madame de Thèbes är en svensk dramafilm från 1915 i regi av Mauritz Stiller. 

## Om filmen
Filmen spelades in vid Svenska Biografteaterns ateljé på Lidingö med exteriörer från Börssalen i Börshuset, Restaurang Grand National, Gustaf III:s paviljong i Hagaparken, Karlbergs slott med flera platser i Stockholm av Julius Jaenzon. 
Filmen har som förlaga den ryktbara sierskan och politiska spådamen Madame de Cruchot, som i början av 1900-talet levde i Paris och där fick en herostratisk ryktbarhet under det självtagna namnet Madame de Thèbes. 
Filmen premiärvisades 23 augusti 1915 på biograf Cosmorama i Göteborg. Den ansågs länge vara förlorad, men i Paris hittades 2004 en kopia som restaurerats av Filmarkivet vid Svenska Filminstitutet.

## Roller i urval
- Ragna Wettergreen - Ayla, zigenerska, känd som spåkvinnan Madame de Thèbes
- Nicolay Johannsen - Robert, greve, hennes son
- Albin Lavén - von Volmar, baron, politiker
- Karin Molander - Louise, hans dotter
- Märta Halldén - Julie, grevinna
- Doris Nelson - Ayla som ung (i prologen)
- John Ekman - Aylas far, zigenarnas hövding
- William Larsson - Max, greve Roberts betjänt
- Carl Apoloff - parlamentsledamot
- Albert Ståhl - parlamentsledamot
- Thure Holm - parlamentsledamot
- Otto Malmberg - parlamentsledamot
- Georg Fernquist - åhörare på balkongen i parlamentet